# InfluxDB
InfluxDB és una base de dades de sèries temporals (amb acrònim TSDB) de codi obert desenvolupada per l'empresa InfluxData. Està escrit en el llenguatge de programació Go per emmagatzemar i recuperar dades de sèries temporals en camps com ara la supervisió d'operacions, mètriques d'aplicacions, dades de sensors d'Internet de les coses i anàlisis en temps real. També té suport per processar dades de Graphite.
L'empresa recolzada per Y Combinator, Errplane, va començar a desenvolupar InfluxDB com a projecte de codi obert a finals de 2013 per al seguiment i alerta del rendiment. Errplane va recaptar un finançament de la sèrie A de 8,1 milions de dòlars liderat per Mayfield Fund i Trinity Ventures el novembre de 2014. A finals de 2015, Errplane va canviar oficialment el seu nom a InfluxData Inc. InfluxData va recaptar una ronda de finançament de la sèrie B de 16 milions de dòlars el setembre de 2016. El febrer de 2018, InfluxData va tancar una ronda de finançament de la Sèrie C de 35 milions de dòlars dirigida per Sapphire Ventures. El 2019 es va revelar una altra ronda de 60 milions de dòlars.
InfluxDB no té dependències externes i proporciona un llenguatge semblant a SQL, que escolta el port 8086, amb funcions integrades centrades en el temps per consultar una estructura de dades composta de mesures, sèries i punts. Cada punt consta de diversos parells clau-valor anomenats conjunt de camps i una marca de temps. Quan s'agrupen per un conjunt de parells clau-valor anomenat conjunt d'etiquetes, aquests defineixen una sèrie. Finalment, les sèries s'agrupen per un identificador de cadena per formar una mesura.
Els valors poden ser nombres enters de 64 bits, punts flotants de 64 bits, cadenes i booleans. Els punts s'indexen pel seu temps i el seu conjunt d'etiquetes. Les polítiques de retenció es defineixen en una mesura i controlen com es mostren i s'eliminen les dades. Les consultes contínues s'executen periòdicament, emmagatzemant els resultats en una mesura objectiu.
InfluxDB accepta dades mitjançant HTTP, TCP i UDP. Defineix un protocol de línia compatible enrere amb Graphite i pren la forma:
measurement(,tag_key=tag_val)* field_key=field_val(,field_key_n=field_value_n)* (nanoseconds-timestamp)?